# یان یکیما
یان یکمما (انگلیسی: Jan Ykema؛ زادهٔ ۱۸ آوریل ۱۹۶۳) اسکیت‌باز سرعت اهل پادشاهی هلند است.